# Blues ist einfach Leben
Blues ist einfach Leben ist ein Dokumentarfilm der Hochschule für Film und Fernsehen der DDR, Potsdam-Babelsberg über die Engerling Blues Band Berlin von Bernd Maywald und Helmut Heine aus dem Jahr 1976.

## Handlung
Zu Beginn des Films stellt der Schlagzeuger Rainer Lojewski, der den Beruf eines Gebrauchswerbers erlernt hat und zurzeit als graphischer Gestalter arbeitet, die Musiker der Engerling Blues Band Berlin in der Zusammensetzung des Jahres 1976 vor und erzählt, in welchen Berufen sie zu Hause sind und wie sie sich zusammenfanden. Heiner Witte ist Gitarrist und Eilzusteller bei der Deutschen Post, die zweite Gitarre wird von dem Elektromechaniker Bernd Kühnert gespielt, während die Bassgitarre von dem freiberuflichen Gebrauchsgrafiker Michael Arnold bedient wird. Wolfram Bodag, dessen Instrumente die Keyboards und die Mundharmonika sind und der auch für den Gesang zuständig ist, arbeitet als Haushandwerker.
Wie man den Aufnahmen entnehmen kann, befindet sich der Probenkeller zu dieser Zeit eindeutig in Berlin-Prenzlauer Berg, in der Eberswalder Straße. Hier begleitet die Kamera für einen längeren Zeitraum die Musiker bei den Proben. Unterbrochen werden diese Bilder von einem Interview, in dem Wolfram Bodag in seiner Altberliner Hinterhauswohnung von seinem Weg zur Musik und hier besonders dem Blues erzählt. Der Abschluss des Films bietet einen längeren Mitschnitt eines Konzerts.

## Produktion
Blues ist einfach Leben wurde als Diplomfilm für die Hochschule für Film und Fernsehen der DDR, Babelsberg als Schwarzweißfilm auf 16-mm-Material gedreht. Da für den Film kein offizieller Erstaufführungstermin gefunden werden konnte, obwohl ein 2006 geschaffenes Video, welches mit dem Film von 1976 identisch ist, zweimal bei YouTube vertreten ist, lege ich einfach den 22. September 2018 und den 25. September 2018 mit je einer Aufführung im Berliner Zeughauskino als Erstaufführung fest.
Die Dramaturgie lag in den Händen von Angelika Mieth, das Szenarium wurde von Manfred Hoffmann und Helmut Heine erarbeitet.